# Томори (национальный парк)
Национальный парк «Томори» (алб. Parku Kombëtar Mali i Tomorrit) — национальный парк, расположенный в южной Албании. Он включает центральные и высшие части горного массива Томори.

## Описание
Парк был создан в 1956 году и считается одной из важнейших заповедных территорий для поддержания горного биоразнообразия и целостности экосистем на национальном уровне. Парк был признан «важной зоной растений, имеющей международное значение» по программе Plantlife.
С 2012 года охватывал площадь 261,06 км², а в 2019 году расширился, включив территорию карьера.
Национальный парк расположен преимущественно в области Берат и лишь 1278 га — в области Эльбасан. Массив Томори — антиклиналь, сложенная из известняков и карста. Горы являются одной из самых высоких природных точек южной Албании, поднимающейся между долинами рек Осуми и Томорица к востоку близ Берата.
Парк лежит в пределах наземного экорегиона Пиндские смешанные леса палеарктического биома средиземноморских лесов, редколесий и кустарников. Разнообразная геология и рельеф привели к уникальному разнообразию флоры и фауны. Леса национального парка Томорр состоят из многих видов лиственных и хвойных деревьев и большого разнообразия цветов. В лесах парка встречаются такие представители флоры, как бук обыкновенный, боснийская сосна, лещина древовидная, льнянка, горечавка жёлтая, безвременник осенний, рябина греческая, омела белая, василёк и многие другие. В национальном парке можно увидеть многочисленные виды крупных млекопитающих, таких как евразийские волки, обыкновенные лисицы, кабаны, серны, европейские косули, зайцы-русаки, а также птиц — беркуты, совы и ястребы-перепелятники. К мелким млекопитающим относятся лесная соня и европейская мышь.
Характерные черты рельефа в пределах национального парка включают в себя каньон и реку Осуми и горный массив Томорр, который также является священным местом для христиан и бекташи.